# San Rafael de Velasco
San Rafael de Velasco est une localité du département de Santa Cruz en Bolivie située dans la province de José Miguel de Velasco. Sa population s'élevait à 2 057 habitants en 2001.

## Patrimoine mondial
La localité est née d'une ancienne mission jésuite auprès des Chiquitos. Elle est surtout connue pour son église Saint-Raphaël. Les vestiges - églises et autres bâtiments des missions - ont été déclarés 'site du Patrimoine mondial' en 1990,.